# Tipo 30 (fuzil)
O Tipo 30 Arisaka (三十年式歩兵銃, Sanjū-nen-shiki hoheijū, 'arma de fogo de infantaria tipo ano 30') é um fuzil de ação de ferrolho que foi o fuzil de infantaria padrão do Exército Imperial Japonês de 1897 (o 30º ano do período Meiji, daí "Tipo 30") a 1905.

## História e desenvolvimento
O Exército Imperial Japonês iniciou o desenvolvimento de um novo fuzilem dezembro de 1895 para substituir o fuzil Murata, que estava em uso desde 1880. O projeto foi conduzido pelo arsenal de Koishikawa em Tóquio sob a direção do Coronel Arisaka Nariakira, e foi o primeiro em uma série de fuzis que seriam usados durante a Segunda Guerra Mundial. Em 1900, o Exército Imperial Japonês tinha a maioria de suas divisões totalmente equipadas com o fuzil.
O Tipo 30 foi projetado pela primeira vez para o cartucho 6,5×50mm Arisaka. As miras podem ser instaladas em até 2.000 metros. Além do fuzil padrão, havia também uma versão carabina, de 962 mm de comprimento, destinada à cavalaria e outras tropas que necessitavam de uma arma mais curta ou mais leve. Tinha uma mira que podia ser ajustada até 1.500 metros. O protótipo foi denominado "Tipo 29" e, após melhorias, foi redesignado como "Tipo 30". Entrou em produção em 1899. Esta arma poderia ser equipada com a baioneta Tipo 30.

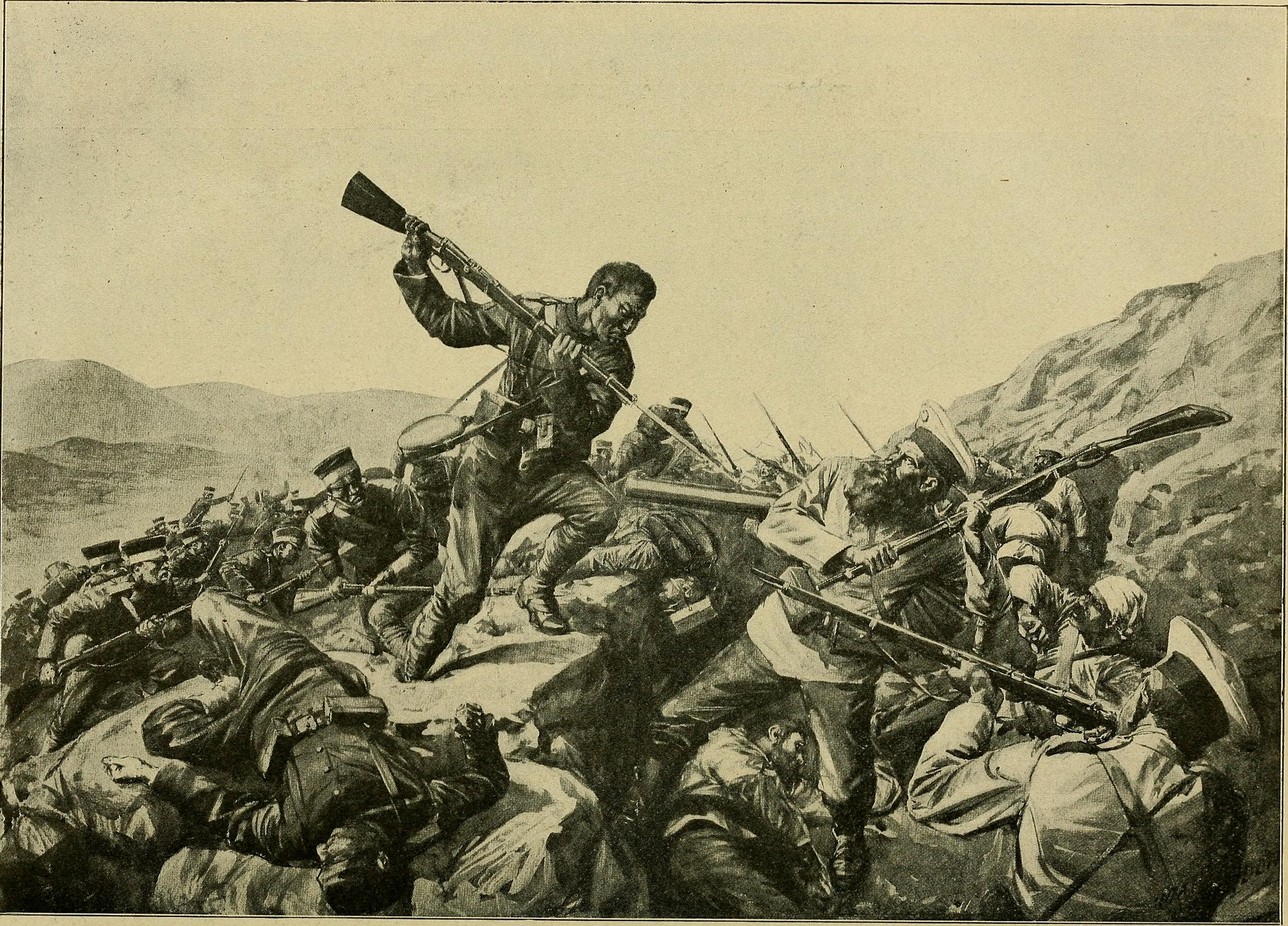
Ilustração de combate corpo-a-corpo entre japoneses em russos, 1904.

O Tipo 30 foi usado pelas forças japonesas da linha de frente na Guerra Russo-Japonesa. Embora tenha sido uma grande melhoria em relação ao fuzil Tipo 22 (também conhecido como "Murata"), apresentava alguns problemas de confiabilidade e segurança. Com base na experiência de combate, uma versão melhorada, o fuzil Tipo 38, foi introduzida em 1905, embora nem todas as unidades tenham recebido a nova versão e, como resultado, uma mistura de modelos foi mantida pelo Exército Japonês na Primeira Guerra Mundial e mais tarde na Segunda Guerra Mundial.
Além do Japão, o Tipo 30 foi fornecido a vários países durante e após a Primeira Guerra Mundial. O operador mais predominante foi o Império Russo, que encomendou até 600.000 fuzis Arisaka, sendo pelo menos metade deles fuzis e carabinas Tipo 30.
No início da Primeira Guerra Mundial, a Grã-Bretanha encomendou cerca de 150.000 fuzis e carabinas Tipo 30 e Tipo 38 do Japão como um paliativo até que a fabricação de seus próprios fuzis Lee-Enfield atendesse à demanda. Alguns desses fuzis foram entregues à Marinha Real Britânica e às forças árabes que lutavam com Lawrence da Arábia. A maioria destas armas (Tipo 30 e Tipo 38) foram entregues à Rússia em 1916, que estava muito mais desesperada por armas. A Rússia, por sua vez, também comprou muitos mais milhares de fuzis e carabinas Tipo 30, fuzis Tipo 35 e fuzis e carabinas Tipo 38 do Japão. Vários desses fuzis acabaram sendo deixados para trás na Finlândia ou capturados dos finlandeses vermelhos na Guerra Civil Finlandesa, quando os soviéticos os armaram com Arisakas. Mais tarde, a Finlândia deu alguns desses fuzis à Estónia, que também os recebeu de outras fontes. Mais tarde, a Estônia converteu alguns ou todos para o cartucho .303 British, já que a Grã-Bretanha também havia fornecido à Estônia metralhadoras Vickers e fuzis P14. A Legião Tchecoslovaca que lutou na Guerra Civil Russa também estava armada com Arisakas japoneses, incluindo o Tipo 30.